# 30231 Patorojo
30231 Patorojo este o planetă minoră (asteroid) din centura de asteroizi. A fost descoperită pe 7 aprilie 2000 la Stația Anderson Mesa de Lowell Observatory Near-Earth-Object Search și a fost numită după Patricio Rojo⁠(d). 
Obiectul prezintă o orbită caracterizată de o semiaxă mare de 2,557718 UAi, o excentricitate de 0,2, o înclinație de 13,81663 ° în raport cu ecliptica.